# Kofola

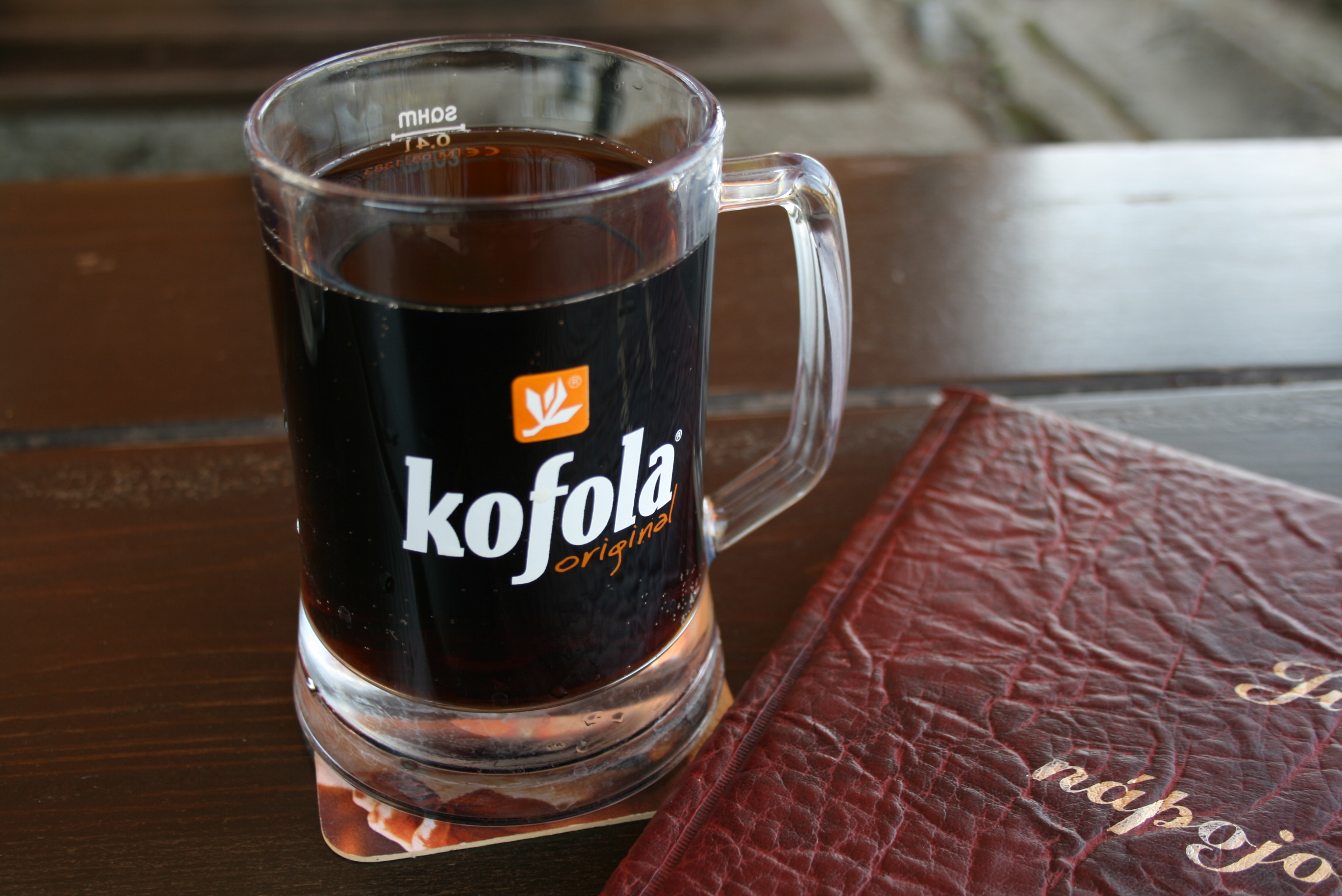
Kofola

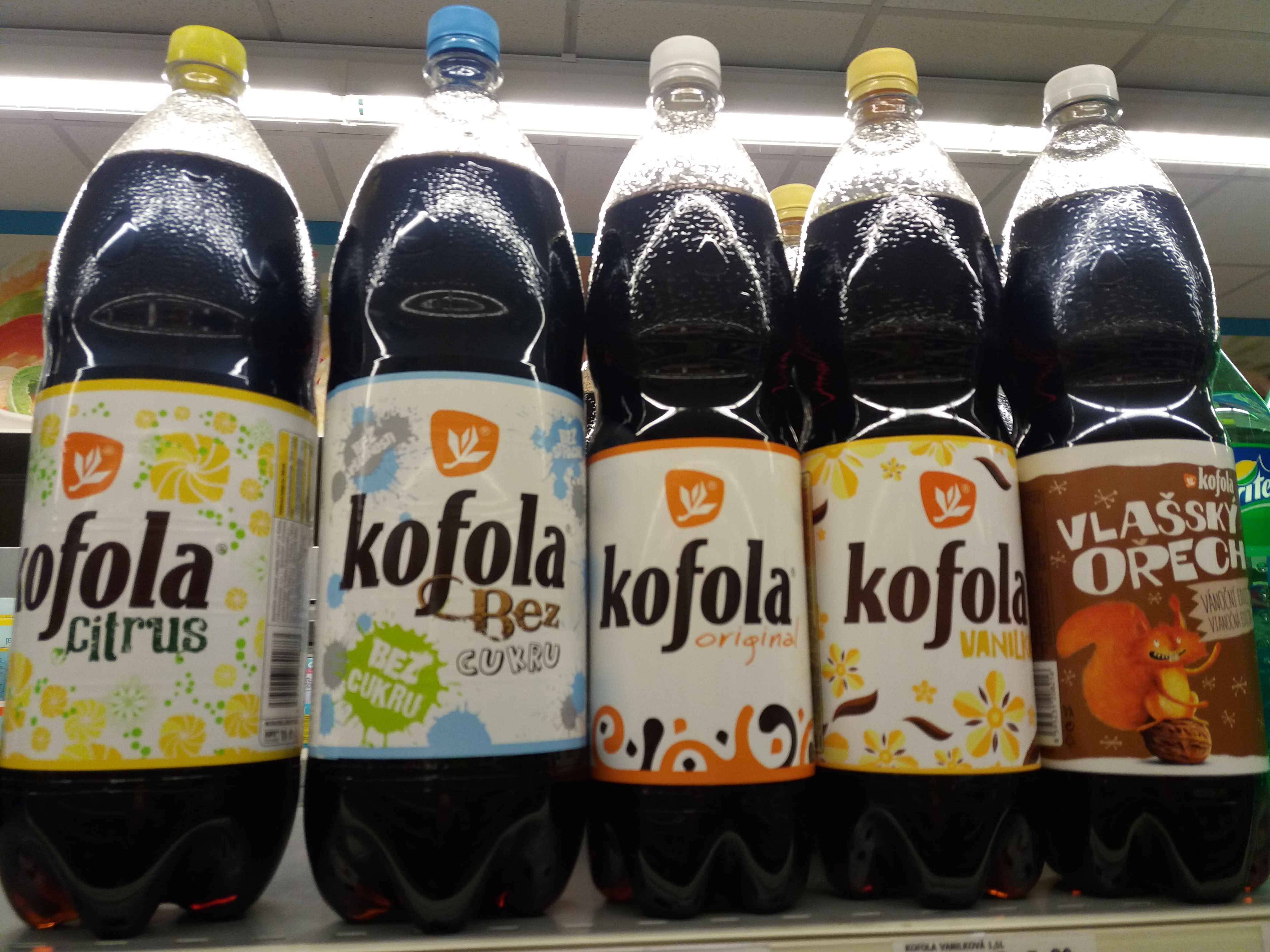
Kofola Citrus, Bez cukru, Original, Vanilka i Vlašský ořech

Kofola – bezalkoholowy napój gazowany typu cola produkowany w Czechach i na Słowacji. Powstał w roku 1960 w Czechosłowacji, gdzie zdobył największą popularność. Właścicielem znaku towarowego Kofola jest spółka Kofola Československo z siedzibą w Karniowie. Kofola nadal jest głównym konkurentem Coca-Coli oraz Pepsi w Czechach i na Słowacji i jednym z czołowych producentów i dystrybutorów napojów bezalkoholowych w Europie Środkowej i Wschodniej.
Grupa kapitałowa Kofola działa w Czechach, Słowacji, Polsce, Słowenii, Węgrzech, Chorwacji, Rosji i w Austrii. Do marek przedsiębiorstwa, obecnych również na rynku polskim, należą napoje: Jupí, Jupík, Snipp.
Głównym składnikiem napoju jest syrop Kofo, składający się z 14 składników ziołowych i owocowych, wody, cukru i/lub syropu fruktozowego, kofeiny i karmelu. W porównaniu z Pepsi lub Coca-Colą zawiera 30% mniej cukru, ~56% więcej kofeiny (15 mg/100 ml, Coca-Cola 9,6 mg/100 ml) i nie zawiera fosforanów. Kofola jest popularna w restauracjach, ponieważ można ją nalewać bezpośrednio z beczki podobnie jak piwo.
| Wartość odżywcza                | w 100 ml produktu |
| ------------------------------- | ----------------- |
| wartość energetyczna            | 136 kj (32 kcal)  |
| tłuszcz                         | < 0,5 g           |
| w tym kwasy tłuszczowe nasycone | < 0,1 g           |
| węglowodany                     | 8 g               |
| w tym cukry                     | 8 g               |
| białko                          | < 0,5 g           |
| sól                             | < 0,05 g          |

Produkowane napoje:
- Kofola Original[1]
- Kofola Citrus – o smaku cytrynowym, od 2004
- Kofola Bez cukru – od 2008
- Kofola Višňová – o smaku wiśniowym, od 2009
- Kofola Vanilka – o smaku waniliowym, od 2012
- Kofola Guarana – napój energetyczny o smaku Kofoli i guarany, od 2013
- Kofola Meruňka/Marhuľa – o smaku morelowym, od 2015
- Kofola Meloun/Melón – o smaku arbuza, od 2012
- Kofola Černý rybíz/Čierna ríbezľa – o smaku czarnej porzeczki, od 2017
- Kofola Malina – o smaku malinowym, od 2017

Świąteczna edycja limitowana z cynamonem została wprowadzona pod koniec 2007 roku, i była dostępna tylko w okresie świątecznym. Inne smaki wprowadzone w limitowanych edycjach: czereśnie, granat, migdał, piernik, czekolada, kokos, orzech, śliwka, gruszka i mandarynka.